# Distrikt San Cristóbal (Luya)
Der Distrikt San Cristóbal ist einer der 23 nordperuanischen Distrikte, welche die Provinz Luya in der Region Amazonas bilden im Norden Perus bilden. Der Distrikt hat eine Fläche von 35,5 km². Die Einwohnerzahl betrug im Jahr 2017 584. Die Distriktverwaltung befindet sich in der 2600 m hoch gelegenen Ortschaft San Cristóbal de Olto mit 450 Einwohnern (Stand 2017). San Cristóbal de Olto befindet sich 4 km nördlich der Provinzhauptstadt Lámud.
Das wichtigste Fest der Hauptstadt San Cristóbal de Olto wird am Tag des heiligen Christopherus (San Cristobál) am 19. September begangen.

## Geographische Lage
Der Distrikt San Cristóbal befindet sich im Nordosten der Provinz Luya.
Im Norden grenzt der Distrikt San Cristóbal an den Distrikt San Jerónimo (Luya), im Osten an den Distrikt Valera, im Süden an den Distrikt Lámud und den Distrikt Luya.

## Dörfer, Städte und Gehöfte im Distrikt San Cristóbal
- San Cristóbal de Olto
- Santa Rosa
- San Juan